# 楢橋渡

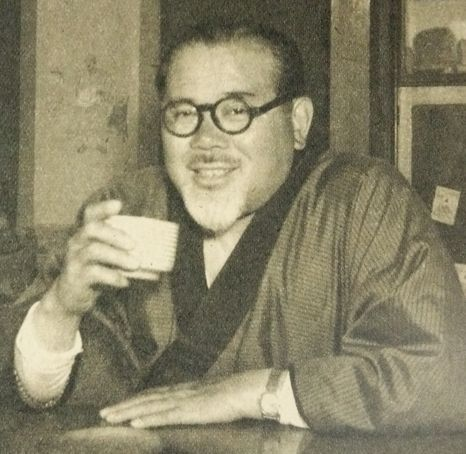
1953年

楢橋 渡（ならはし わたる、1902年（明治35年）3月22日 - 1973年（昭和48年）11月17日）は、日本の弁護士、政治家。国民民主党最高顧問。内閣書記官長・運輸大臣を務めた。その風貌と弁舌から怪物と呼ばれた。元衆議院議員の楢橋進は長男。

## 来歴・人物
福岡県三井郡国分村（現・久留米市）に生まれる。農業・楢橋浅吉の長男。三井郡立准教員養成所を卒業後、小倉師範学校を受験するも、色盲のため不合格となり、煩悶の末出奔する。北九州鞍手郡炭坑にて5年間鉱夫として働く。その後18歳で上京し、３年間の独学を経て1923年高等文官試験司法科に合格。最年少（20歳）合格者ということで各新聞に取り上げられた。自由法曹団に所属し、大衆のための弁護士として活動した。
1926年より、東京弁護士会・日本弁護士協会より陪審法調査のためフランスへ派遣され、リヨン大学・ソルボンヌ大学で学ぶ。その後、東京市が市電を買収する際にフランスで起債した公債の償還を巡るトラブルが発生すると（東京市仏貨公債事件）、楢橋は東京市顧問を委嘱され（1931年）、フランスにて足掛け8年間交渉に当たり、1939年、東京市に莫大な利益をもたらす形で解決に成功した。
1939年に帰国し、1940年に、当時仏財閥の傘下にあった「北京飯店(Grand Hotel de Peking)」を買収し社長となる。またこの頃沢田廉三（後の国連大使）を介して幣原喜重郎に会っている。国際情勢について意見交換を行う中で、強い印象を幣原に与えたようである。1942年、反戦・反東條の立場から翼賛選挙に非推薦で旧福岡3区にて立候補し、最高点で当選した。以後通算当選7回。

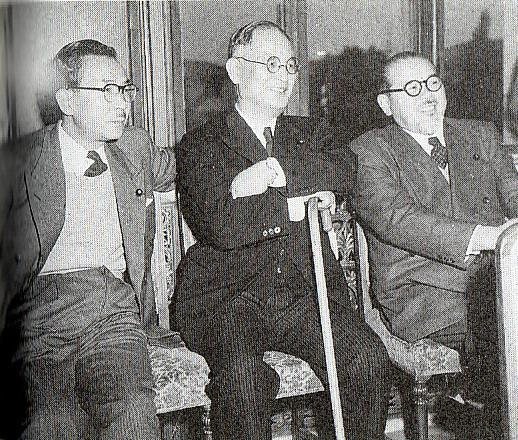
改進党総裁重光葵（中央）、三木武夫（左）とともに（1952年）

戦後の1945年、幣原内閣が発足すると、疎開先の長野県からラジオの尋ね人番組を通して呼び出され、内閣法制局長官に就任する、翌1946年には内閣書記官長となり、幣原首相を支えた。1947年には民主党の結成に参画し、分裂後は野党派に属し、最高委員に選出される。その後、国民民主党でも最高委員を務め、公職追放期間を経て、1952年改進党から国政に復帰。1954年には日本民主党結成に参画し、翌1955年には「保守合同組織委員会」の民主党側議長として、自由党側議長の山口喜久一郎らと折衝を重ね、自由民主党結成に貢献した。合同後は岸信介派に所属する。1959年、第2次岸内閣改造内閣で運輸大臣に就任し、タクシー業界や与野党内の猛烈な反対を押し切って個人タクシー制度を導入した。
1961年には武州鉄道汚職事件で収賄の疑いで逮捕され、1971年に懲役2年・執行猶予4年の控訴審判決に服した。この間、1963年・1967年・1969年の総選挙では無所属で出馬し、落選を重ねる。
1972年の第33回衆議院議員総選挙に無所属で出馬し、同一選挙区で同じく久留米を地盤とする長年のライバルだった石井光次郎元衆議院議長が出馬せずに政界引退したこともあり、当選した。翌1973年11月17日、脳卒中のため急死。71歳没。

## 著書
- 『Exécution des jugements étrangers au Japon : d'après les lois japonaises d'exéquatur en vigueur et les jurisprudences et doctrines européennes notamment celles de France』, Sirey, 1937.

- 『激流に棹さして』翼書院、1968年6月20日。(要登録)

## 演じた人
- 大鶴義丹（映画『日本独立』2020年）
- 岡村喬生（土曜ドラマ (NHK) 憲法はまだか）